# كارولين مولر (ممثلة)
كارولين مولر (بالدنماركية: Caroline Walter)‏ هي مغنية أوبرا وراقصة باليه وممثلة دنماركية، ولدت في 5 فبراير 1755 في كوبنهاغن في الدنمارك، وتوفيت في 17 نوفمبر 1826 في Hedvig Eleonora Parish ‏ في السويد.